# Robert Maras
Robert Maras (nacido el 20 de octubre de 1978 (46 años) en Friburgo de Brisgovia, Alemania) es un exjugador de baloncesto alemán. Con 2.15 de estatura, jugaba en la posición de pívot.

## Equipos
- 1996-1998  Friburgo
- 1998-2000 ALBA Berlín
- 2000-2005 Skyliners Frankfurt
- 2004-2005 CB Sevilla
- 2005-2006 UB La Palma
- 2006-2007 Gießen 46ers
- 2007-2008 Egaleo B.C.
- 2007-2008 UB La Palma
- 2008-2009 Gießen 46ers
- 2009-2011 Bayern de Múnich
- 2011 München Basket